# Rockingham (Georgia)
Rockingham es un lugar designado por el censo ubicado en el condado de Bacon en el estado estadounidense de Georgia. En el año 2010 tenía una población de 248 habitantes.

## Geografía
Rockingham se encuentra ubicado en las coordenadas 30°42′11″N 82°24′52″O / 30.70306, -82.41444.